# Edificio de Deportes UC
El Edificio de Deportes UC es un edificio deportivo cuya propiedad corresponde al Club Deportivo Universidad Católica. Está situado en el Complejo Deportivo San Carlos de Apoquindo en Las Condes, en la ciudad de Santiago, Chile. Fue inaugurado en 2021, y desde ese año ha sido sede de las ramas de basquetbol, natación, triatlón y voleibol.

## Historia
Las actividades deportivas del club se practicaban inicialmente en el Estadio Universidad Católica y en el Gimnasio de la Universidad Católica en Alameda Bernardo O'Higgins 350, dependencias de la Casa central de la Pontificia Universidad Católica de Chile.El 3 de diciembre de 1938, el Club Deportivo Universidad Católica inauguró otro gimnasio, con una capacidad para 1 500 espectadores.
Debido al crecimiento como institución se construyó el Complejo Deportivo Santa Rosa para las ramas de natación, voleibol y basquetbol, entre otras. El recinto estaba ubicado en la ribera sur del Río Mapocho, comuna de Las Condes, Santiago de Chile.En 2008, el complejo fue vendido por 35 millones de dólares, a la empresa Titanium de Abraham Senerman y Liliana Solari.
Tras la venta del complejo Santa Rosa, el club tenía como idea trasladarse definitivamente al Complejo Deportivo San Carlos de Apoquindo. La propuesta inicial era construir un gran edificio para la mayor cantidad de ramas deportivas. Sin embargo, esto no ocurrió y en la práctica se edificó el Club House para el tenis y la equitación. Es por ello que la rama de baloncesto se trasladó al Estadio Palestino de Las Condes por el periodo de dos años, el voleibol se mudó al Colegio Padre Hurtado y Juanita de Los Andes, mientras que los deportivas del triatlón y natación UC utilizaban piscina no oficiales adaptadas por la institución.

### Propuesta e inauguración
El 10 de agosto de 2016, se envió una carta de parte de José Manuel Vélez y Juan Enrique Serrano en representación de la Fundación Club Deportivo Universidad Católica a la Dirección Regional del Servicio de Evaluación Ambiental de Chile para determinar el impacto ambiental de un nuevo proyecto llamado "Edificio de Deportes UC", con el fin de recibir los permisos correspondientes de construcción. En dicha propuesta se incluye instalaciones para las ramas de basquetbol, triatlón, voleibol, y natación.
El edificio de deportes fue diseñado por el premio nacional de arquitectura, Teodoro Fernández. Alberga una superficie de 14.271,78 metros cúbicos y tiene como objetivo ser el primer recinto sustentable del país con la finalidad de reducir la contaminación y el consumo de energía. La construcción comenzó simbólicamente el 9 de septiembre de 2017, cuando se realizó una ceremonia para instalar la primera piedra del edificio.En dicha ceremonia participó el presidente del club, José Manuel Vélez, el ministro del deporte, Pablo Squella; el rector de la PUC, Ignacio Sánchez.
El recinto contó con una inversión total de 600 mil UF (23 millones de dólares a la fecha). Para su financiación fue necesario el aporte de socios, arrendamientos de diversas instalaciones y por el auspicio de marcas, como CPMC. El 25 de junio de 2018, el CDUC firmó un acuerdo con el Banco Santander y con la Constructora Cerro Apoquindo para la construcción del recinto, el cual comenzó oficialmente en julio de 2018.
El 26 de octubre de 2021, finalmente se inauguró el Edificio de Deportes UC, con instalaciones para todas las disciplinas del Club Deportivo Universidad Católica, además de oficinas y el Centro de Eventos San Carlos de Apoquindo, un espacio para el uso de eventos exclusivos.

## Características

### Superficie total
La estructura contiene 3 pisos para el deporte y otros para áreas de eventos. De acuerdo al proyecto enviado al Servicio de Evaluación Ambiental de Chile, el espacio se distribuiría de la siguiente manera:
- Subterráneo: 2 263,79 m²
- Altillo subterráneo: 1 130,81 m²
- Primer piso: 6 455,64 m²
- Segundo piso: 2 692,22 m²
- Tercer piso: 1 729,32 m²
- Total: 14 271,78 m²

### Distribución
En el subterráneo se encuentra el Centro de Eventos San Carlos de Apoquindo. Dispone de 1.319 m² interiores, que pueden distribuirse en 4 salones. El primer salón cuenta con un área total de 1 244 m². Su capacidad varia dependiendo del evento alcanzando hasta 1.200 espectadores. Los 3 salones restantes, cuentan con 358 m², 425 m² y 456 m², respectivamente. Con capacidad máxima de 300 a 400 personas. En total el recinto en conjunto tiene una capacidad de 800 personas sentadas y 1 600 espectadores para eventos tipo auditorios.El Centro de Evento incluye dos terrazas exteriores, con espacios de 138 y 196 m².
En el primer piso se sitúa un gimnasio para el básquetbol y vóleibol con una superficie de 2.100 metros cuadrados con estándar FIBA 1, además de 2 canchas de entrenamiento y 1 para las competencias de básquetbol y vóleibol, respectivamente, dichos gimnasios cuenta con tribunas retráctiles con capacidad de 1.354 personas y 114 asientos fijos.  Ambos gimnasios se encuentran separados por una cortina automatizada para realizar partidos en simultáneo y en conjunto tienen una capacidad de 2 500 espectadores. Cuenta con equipos deportivos, tableros marcadores Nautronic y sistemas de iluminación para los períodos de competencia y entrenamientos.
En el segundo piso se ubica una piscina temperada de 50 metros y 1.40 metros de profundidad, se caracteriza por 10 carriles de 50 metros y otros 18 de 25 metros, también cuenta con graderías con capacidad de 248 personas. El agua de la temperatura oscila entre los 26,5 °C a 27 °C. Cuenta un con tablero marcador led y sistemas para el cronometraje marca Daktronics.
El tercer piso se destinó a actividades como el computrainer, con una sala con rodillos Garmin y Tacx para la práctica de ciclyng. Laboratorio de ciclismo exclusivo para la rama de triatlón y dos bodegas para bicicletas. Incluye un centro de entrenamientos para la plantificación y estudio del deporte, camarines, cocina, gimnasio, medicina, aula, cafetería, oficinas corporativas y espacios comunes.

## Infraestructura

### Área deportiva
El área de entrenamiento comprende:
- Cancha de 2 100 x 68 m². Piso de madera Connor Sports para el básquetbol y vóleibol.
- 2 canchas de entrenamiento y 1 de competencia para el básquetbol y vóleibol.
- Piscina temperada: 50 x 25 metros y 1.40 metros de profundidad.
- Laboratorio de ciclismos.
- Laboratorio deportivo.
- Gimnasio de 480 m² climatizado con sauna y crioterapia.
- 2 bodegas para bicicletas.
- Camarines en la piscina temperada para deportistas, jueces y niños.
- 8 camarines para los equipos de básquetbol y voleibol.
- 2 camarines para los árbitros de básquetbol y voleibol.

### Área de investigación, direccional y eventos
El área de investigación y eventos comprende:
- Centro de eventos de 1 319 m².
- Oficinas corporativas climatizadas para la administración y la Unidad de Desarrollo Deportivo del club.
- Cafetería para deportistas, apoderados, visitas y colaboradores.
- Aulas y salones multiuso.

## Eventos musicales

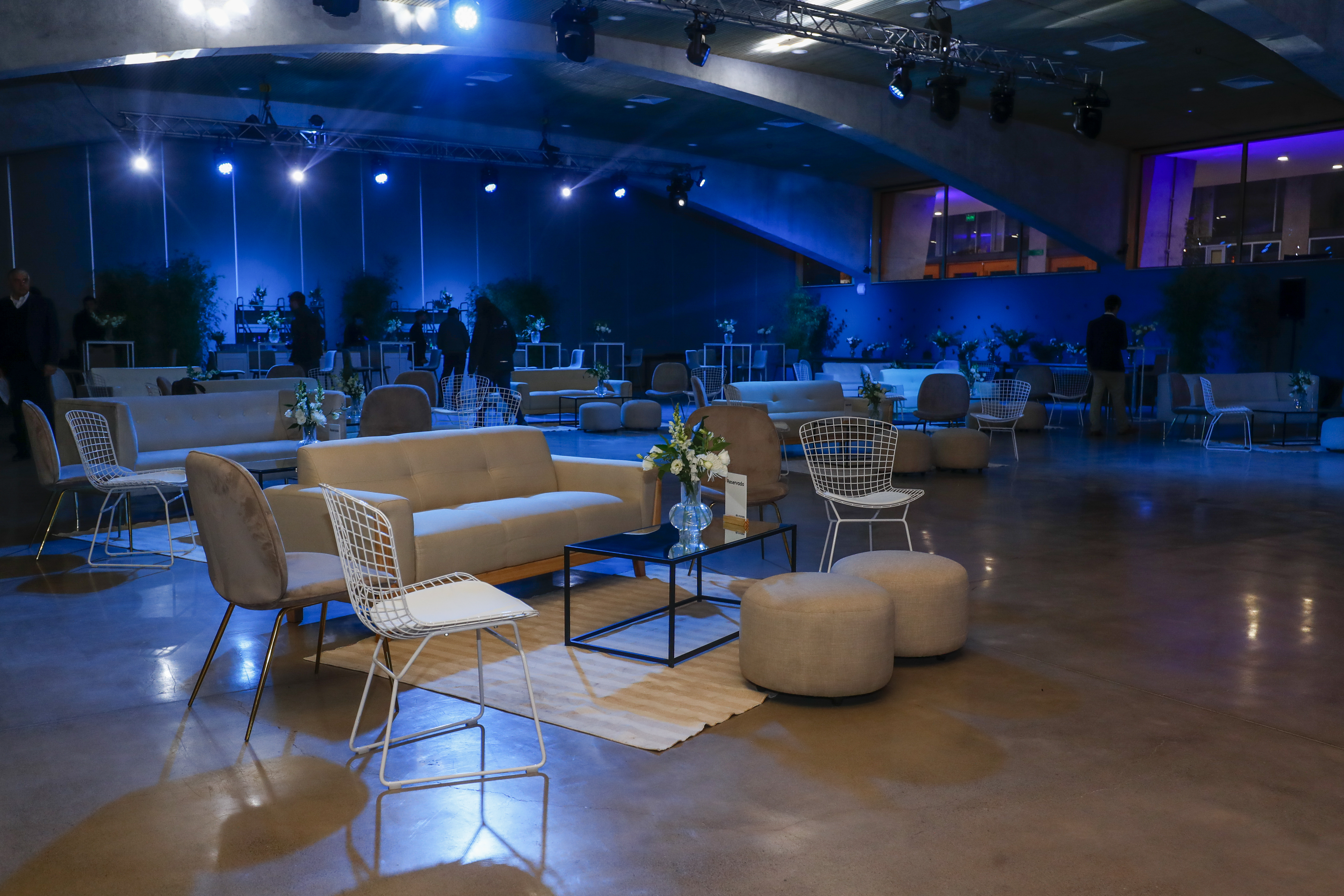
Imagen del Centro de Eventos San Carlos de Apoquindo by CasaPiedra.

En 2022, el Club Deportivo Universidad Católica firmó una alianza con la empresa Cheffco (CasaPiedra), conocida por la realización de espectáculos y reuniones sociales. El nuevo Centro de Eventos, sucesor de las anteriores dependencias ubicadas junto al estadio, ha sido escenario de las presentaciones de artistas de renombre nacional e internacional.
- 2023: The Australian Bee Gees,[36] Los Jaivas.[37]
- 2024: Miguel Mateos.[35]